# Bataille de Nouy
Conflit entre Capétiens et Plantagenêt
Après l'avènement de Henri Ier en 1031 débute une guerre contre la puissante maison de Blois marquée par la victoire de Henri Ier et de son allié angevin Geoffroy II Martel à la bataille de Nouy le 22 août 1044.
Nouy se situe sur la rive droite du Cher sur la commune de Saint-Martin-le-Beau, de manière sensiblement équidistante entre celle-ci et la commune de Montlouis, dans le département d'Indre-et-Loire, à environ 17 km à l'est de Tours.

## Contexte et déroulement de la bataille
Lors de l'accession des Capétiens au trône, le domaine du roi est pratiquement limité à l'Île-de-France, le reste étant sous la pression et l'encerclement de ses vassaux, notamment la Maison de Blois avec la Touraine et la Champagne. Les comtes d'Anjou (Plantagenêt), alors alliés au roi, tiennent l'ouest et ne sont pas en bons termes avec les comtes de Blois. L'arrivée de Foulques Nerra à la tête du comté d'Anjou radicalise le conflit préexistant entre son père, fidèle vassal et allié du roi Hugues Capet, et Eudes Ier, comte de Blois, également comte de Tours, que Hugues Capet accuse de félonie. À partir de 987 l'objectif de Foulques, puis de son fils Geoffroy II Martel, sera d'enlever Tours aux comtes de Blois et de les chasser de Touraine.

Blason des comtes de Touraine

Geoffroy Martel s'installe à l'abbaye de Saint-Julien et assiège Tours au début de l'année 1043. La ville fortifiée résiste pendant dix-huit mois mais une grande partie de la population est décimée par la famine. Thibaud III de Blois et son frère Étienne Ier de Blois, comte de Champagne, finissent par venir au secours des assiégés. Ils arrivent par la vallée du Cher, par le sud-est, profitant de l'abondance des lieux pour récupérer le bétail aux environs de Montrichard. Mais une importante troupe, stationnée sur les hauteurs, menée par le gouverneur d'Amboise et sénéchal du comte d'Anjou, Lysois, peut observer leur progression et estimer leur force. Lysois revient en informer Geoffroy qui peut élaborer une stratégie. Geoffroy lève alors le siège de Tours et ses troupes arrivent aux abords de Montlouis au moment où celles du comte de Blois et du comte de Champagne prennent leur quartier à Saint-Martin-le-Beau. La bataille s'engage le lendemain à mi-chemin, à Nouy, et tourne à l'avantage de Geoffroy, aidé au moment décisif par les troupes fraîches de Lysois. Les deux frères s'enfuient. Étienne dans la forêt d'Amboise, Thibault réussit à franchir le Cher. Mais, poursuivi, il est capturé au niveau de l'Indre, près de Courçay, dans la forêt de Fau, avec 580 de ses soldats. Il est enfermé au château de Loches, ainsi que plusieurs des seigneurs de son parti.

Blason des comtes d'Anjou

## Issue et portée de la bataille
Après sa victoire, Geoffroy revient faire le siège de Tours qui a pourtant eu le temps de se ravitailler. Le roi Henri Ier parvient cependant à imposer son autorité et accorde les deux comtes. Thibault est libéré mais doit céder au comte d'Anjou toutes ses possessions de Touraine, avec la ville de Tours, les châteaux de Chinon et de Langeais. Il lui faut auparavant signer un traité, lui-même contresigné par les principaux barons de ses États et ses vassaux, qui l'oblige en outre à ne fortifier aucune place de ses États dans un rayon de sept lieues du territoire tourangeaux. Thibault s'exécute le 12 avril 1046. Théoriquement il ne cède pas son titre sur le comté de Tours, et garde effectivement l'abbaye de Marmoutier. Geoffroy prend cependant possession de la Touraine, s'assure d'être entouré à Tours d'hommes de confiance, les oblige ainsi que ceux de toute la province à venir lui faire allégeance à Tours et pose les premières fondations du château de Tours. Nouy devient un fief du château de La Bourdaisière,,,.
Pour certains historiens de l'époque, la bataille de Nouy aurait tourné court pour l'essentiel du fait de la capture de Thibault. Cela permet, par exemple, au chroniqueur de l'époque, le moine Raoul Glaber, de célébrer de manière allégorique une miraculeuse absence de morts et de blessés, attribuant le gain de la victoire à l'étendard de saint Martin que le comte d'Anjou arborait. Il fut même prétendu que les soldats de Geoffroy parurent comme environnés d'une couleur éclatante surnaturelle qui découragea l'ennemi. En fait, on peut croire que la position des deux armées fut telle que les rayons du soleil levant au mois d'août rendaient les armes et boucliers des angevins éblouissants pour les troupes des deux frères. Par ailleurs, il y eut des victimes et des tombeaux en témoignent encore à Nouy et aux alentours,.
La défaite de Nouy amène la maison de Blois à renoncer à sa volonté de puissance à l'ouest et, tout en maintenant sa présence à Blois et Chartres, son centre de gravité se décalera plus à l'est vers la Champagne. À contrario, l'annexion de la Touraine et les prétentions de Geoffroy sur le Maine, qui ont pour conséquence d'étendre l'influence de la maison d'Anjou jusqu'aux confins du domaine royal, finira par inquiéter le roi de France Henri Ier qui entrera en conflit avec son ancien allié en 1051 et 1054, tandis qu'une nouvelle guerre opposera en 1057 Geoffroy et Thibault réconcilié avec le roi. Cette lutte de pouvoir entre Plantagenêts et Capétiens dont l'un des enjeux fut la possession de la Touraine ne prendra fin localement que lorsque le roi de France Philippe Auguste annexera celle-ci à la couronne en 1204 après plusieurs affrontements.